# Sommet inter-coréen
Les sommets intercoréens sont des rencontres entre les dirigeants de la Corée du Nord et de la Corée du Sud. À ce jour, cinq réunions de ce type ont eu lieu (2000, 2007, avril 2018, mai 2018 et septembre 2018), dont trois à Pyongyang et deux autres à Panmunjeom. L'importance de ces sommets réside dans l'absence de communication formelle entre la Corée du Nord et la Corée du Sud, ce qui rend difficile la discussion des questions politiques et économiques. L'ordre du jour des sommets comprend des sujets tels que la fin de la guerre de 1950-53 (un armistice est actuellement en vigueur), le déploiement massif de troupes dans la zone démilitarisée (environ deux millions au total), le développement d'armes nucléaires par la Corée du Nord et les questions relatives aux droits de l'homme,,.

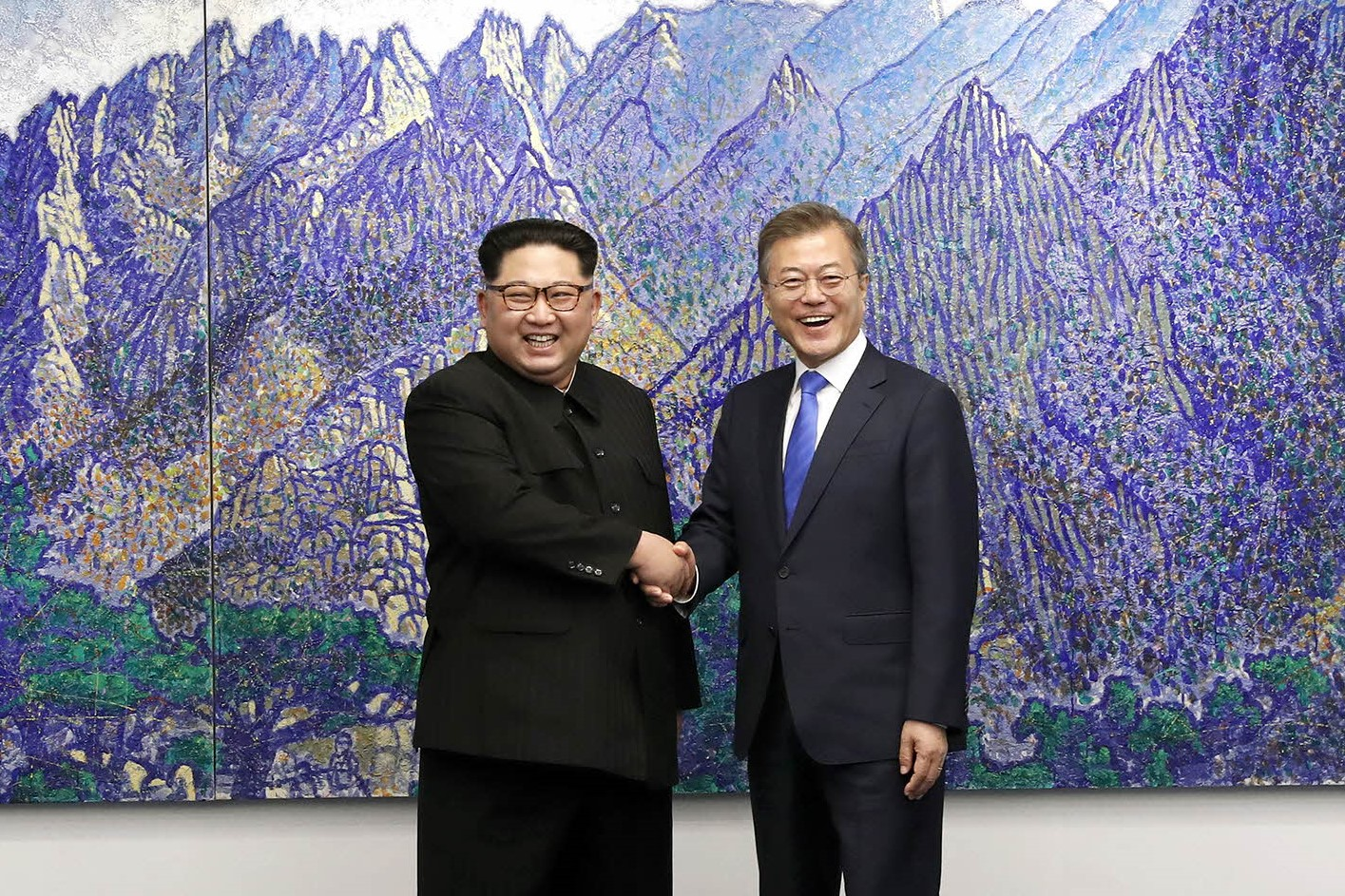
Kim Jong-un et Moon Jae-in se serrant la main

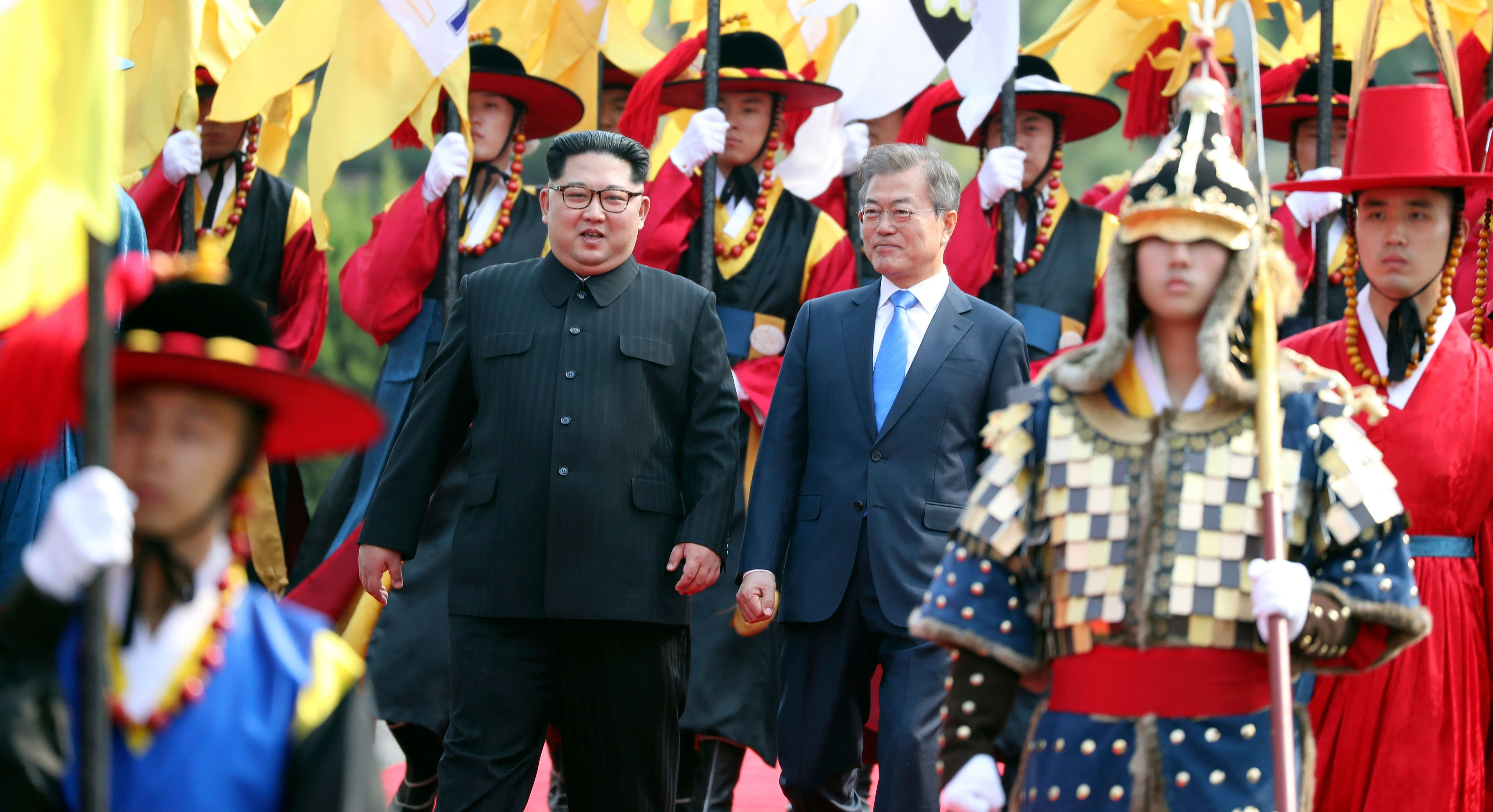
Garde d'honneur traditionnelle de l'armée sud-coréenne

## Sommet de 2000
En 2000, les représentants des deux gouvernements se sont rencontrés pour la première fois depuis la division de la péninsule coréenne. Kim Dae-jung, président de la Corée du Sud, qui est arrivé à l'aéroport international Sunan de Pyongyang, a rencontré Kim Jong-il, dirigeant de la Corée du Nord, directement à l'aéroport. Puis, les rassemblements et divisions du Corps de l'armée populaire ont eu lieu.

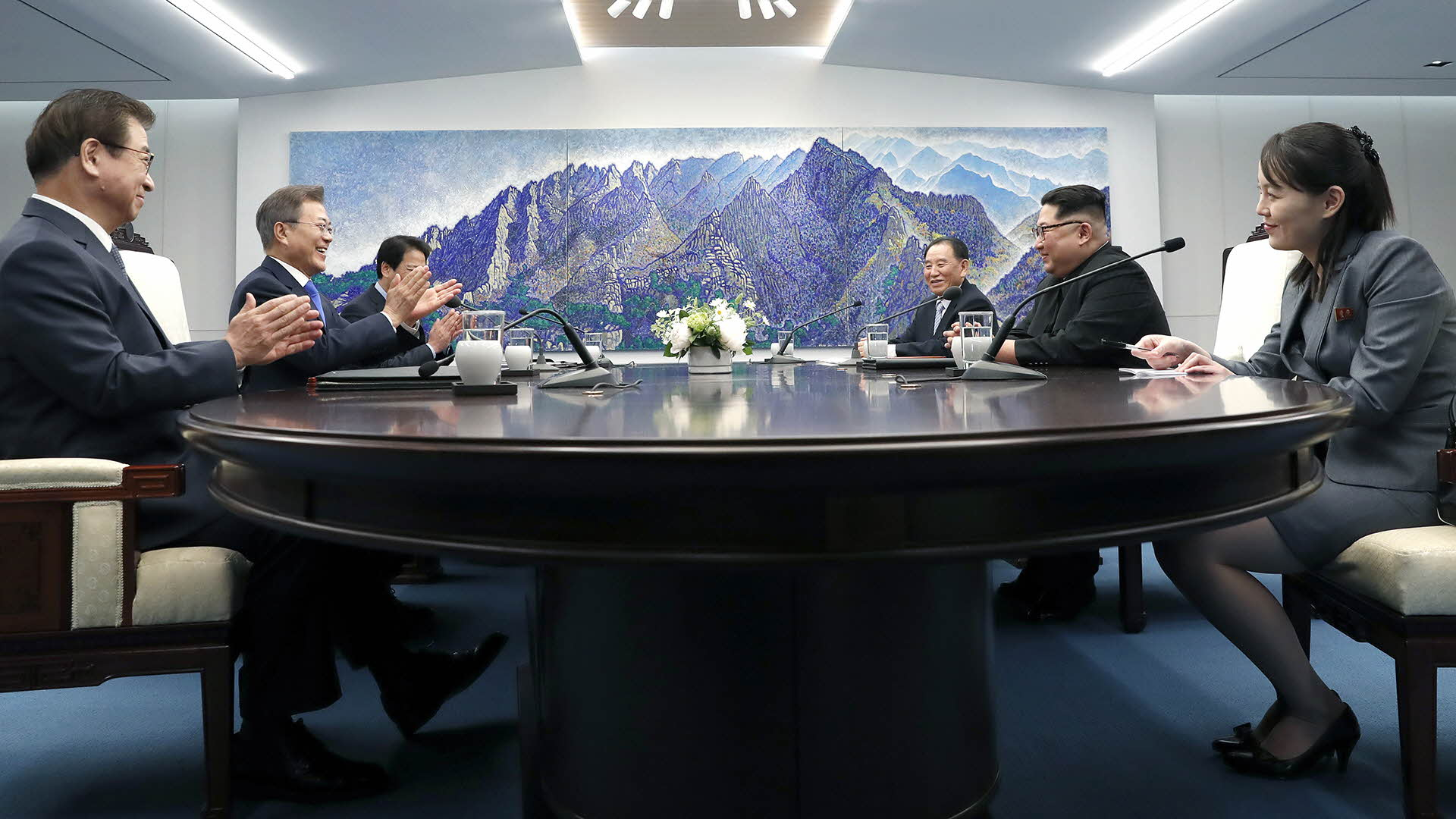
Entretien dans la maison de la paix coréenne

- Entretien dans la maison de la paix coréenneParticipants : Kim Dae-jung, président de la Corée du Sud, et Kim Jong-il, dirigeant de la Corée du Nord
- Lieu de la rencontre : Pyongyang, Corée du Nord
- Date de la rencontre : 13-15 juin 2000
- Résultat de l'entretien : déclaration conjointe Nord-Sud du 15 juin (en)

## Sommet de 2007
En juin 2007, une déclaration du sommet a été adoptée, qui comprenait la réalisation de la déclaration conjointe du 15 juin, la promotion d'une réunion au sommet tripartite ou quadripartite pour résoudre la question nucléaire dans la péninsule coréenne, et la promotion de projets de coopération économique intercoréens,.
- Participants : Roh Moo-Hyung, président de la Corée du Sud, et Kim Jong-il, dirigeant de la Corée du Nord
- Lieu de la rencontre : Pyongyang, Corée du Nord
- Date de la rencontre : 2-4 octobre 2017
- Résultat de l'entretien : Déclaration du Sommet Nord-Sud de 2007

## Sommet d'avril 2018
Un sommet a eu lieu le 27 avril 2018 dans la partie sud-coréenne de la "zone de sécurité commune" (JSA = Joint Security Area). Il s'agissait du troisième sommet entre la Corée du Sud et la Corée du Nord, convenu par le président sud-coréen, Moon Jae-in, et le dirigeant de la Corée du Nord, Kim Jong-un.
- Participants : Moon Jae-in, président de la Corée du Sud, et Kim Jong-un, dirigeant de la Corée du Nord
- Lieu de la rencontre : "zone de sécurité commune", Corée du Sud
- Date de la rencontre : 27 avril 2017[6]
- Résultat de l'entretien : La déclaration de Panmunjeom

## Sommet de mai 2018
Le 26 mai 2018, Kim Jong-un et Moon Jae-in se sont à nouveau rencontrés dans la zone de sécurité commune. La rencontre a duré deux heures et, contrairement aux autres sommets, elle n'avait pas été annoncée publiquement au préalable.

## Sommet de septembre 2018
Le 13 août, la Maison Bleue a annoncé que le président sud-coréen participerait au troisième sommet intercoréen avec le leader Kim Jong-un à Pyongyang du 18 au 20 septembre. L'ordre du jour portera sur la recherche d'une stratégie de rupture dans les négociations entravées avec les États-Unis et d'une solution pour la dénucléarisation de la péninsule coréenne,.
- Participants : Moon Jae-in, président de la Corée du Sud, et Kim Jong-un, dirigeant de la Corée du Nord
- Lieu de la rencontre : Pyongyang, Corée du Nord
- Date de la rencontre : 18-20 septembre 2018
- Résultat de l'entretien : La déclaration conjointe de Pyongyang de septembre 2018 avec un accord d'un prochain sommet à Séoul[11].